# Köprübaşı (Trabzon)
Köprübaşı ist eine Stadtgemeinde (Belediye) im gleichnamigen Ilçe (Landkreis) der Provinz Trabzon und gleichzeitig eine Gemeinde der 2012 geschaffenen Büyükşehir belediyesi Trabzon (Großstadtgemeinde/Metropolprovinz Trabzon). Seit der Gebietsreform 2013 ist die Gemeinde flächen- und einwohnermäßig identisch mit dem Landkreis.
Der Fluss Manahoz Deresi durchfließt den Landkreis in nördlicher Richtung. Köprübaşı wird im Süden von der Provinz  Gümüşhane begrenzt.
Köprübaşı war seit 1929 ein Bucak im Landkreis Sürmene und wurde 1990 durch das Gesetz Nr. 3644 von diesen Kreis abgespalten und ein eigenständiger Kreis, bestehend aus elf Dörfern und der Gemeinde Köprübaşı selbst (Volkszählung 1985: 14.958 – Kreis Sürmene: 51.551 Einw.). Bereits 1965 erfolgte der Status einer Gemeinde (Belediye). Der erste Landrat trat am 12. August 1991 sein Amt an.
(Bis) Ende 2012 bestand der Landkreis neben der Kreisstadt aus der Stadtgemeinden (Belediye) Beşköy sowie vier Dörfern (Köy). Diese wurden während der Verwaltungsreform 2013 in Mahalle (Stadtviertel, Ortsteile) überführt, die zwei bestehenden Mahalle der Kreisstadt blieben erhalten. Den Mahalle steht ein Muhtar als oberster Beamter vor.
Ende 2020 lebten durchschnittlich 465 Menschen in jedem dieser nun zehn Mahalle – am meisten im Mah. Fidanlı (828 Einw.). Köprübaşı war Ende 2020 die bevölkerungsmäßig zweitkleinste Stadtbezirksgemeinde.

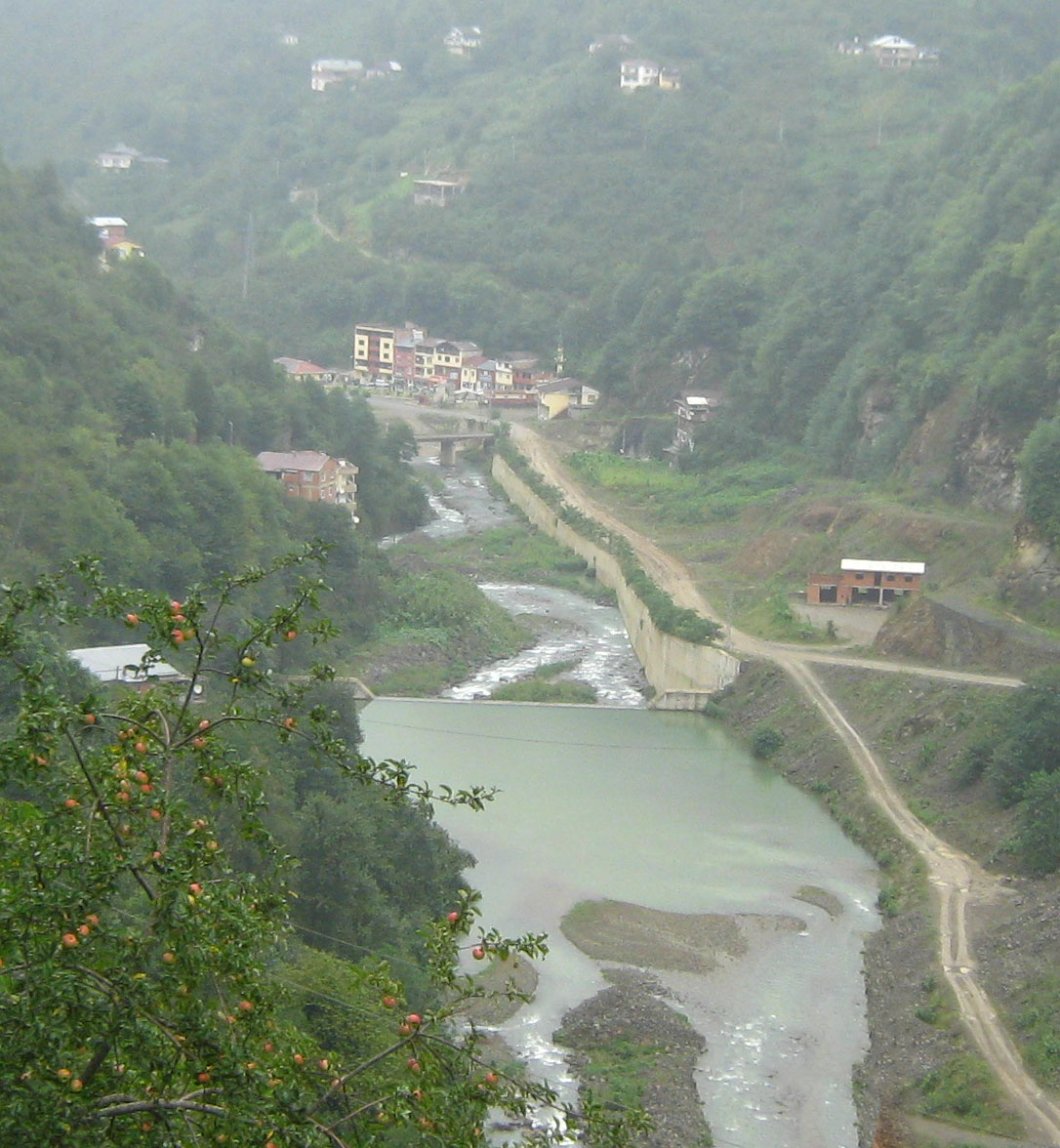
Beşköy am Manahoz Deresi